# Umatilla (Flórida)
Umatilla é uma cidade localizada no estado americano da Flórida, no condado de Lake. Foi incorporada em 1904.

## Geografia
De acordo com o United States Census Bureau, a cidade tem uma área de 10,7 km², onde 9 km² estão cobertos por terra e 1,7 km² por água.

### Localidades na vizinhança
O diagrama seguinte representa as localidades num raio de 16 km ao redor de Umatilla.

## Demografia
Segundo o censo nacional de 2010, a sua população é de 3 456 habitantes e sua densidade populacional é de 382,3 hab/km². Possui 1 747 residências, que resulta em uma densidade de 193,3 residências/km².